# Marie Soukupová
Marie Soukupová (nacida el 14 de noviembre de 1943) es una exjugadora de baloncesto checoslovaca. Consiguió 5 medallas en competiciones oficiales con Checoslovaquia.